# Chiesa di Santa Maria della Pomice
La chiesa di Santa Maria della Pomice si trova a Ravello, nella frazione di Sambuco.

## Storia
Non si hanno notizie certe sull'anno di fondazione: è certo che il nome "Pomice" (tipo di roccia di origine vulcanica usata per comporre malta per costruzioni), è già noto nel 998, in un contratto di acquisto di terre. 
Ricordando della ricollocazione della realizzazione del magnifico affresco, la costruzione della chiesa si può far risalire al XIII secolo.
Nel 1577 l'altare, con la figura del Cristo affrescata, era circondato da grande devozione, specie nel giorno di celebrazione della sua festa, il 17 di agosto. Nel 1612 fu annessa alla parrocchia di Santa Maria del Lacco. Verso la metà del Settecento era presente un eremita che si prendeva cura della chiesetta.  Nel 1749 papa Benedetto XIV diede alla chiesa il privilegio di concedere indulgenze. 
Alla fine dell'Ottocento un secondo altare di marmo venne costruito e nuovamente aperto al culto, dedicato all'Addolorata. V'erano l'organo e la sagrestia; lentamente gli abitanti del posto portarono la chiesa al completo abbandono, fino al punto che divenne il punto di raccolta di pecore, capre e muli. Però, ora è nuovamente ristrutturata e aperta al culto.

## La chiesa
L'altare è seicentesco. È un unico ambiente tipico con volta a botte che si divide in tre absidi, il catino dell'abside centrale ospita un affresco del Cristo Pantocratore (dal greco pantocrator, "sovrano di tutte le cose"). Un tempo mostrava una specie di vecchio casale disabitato che, presumibilmente, aveva anche un portico ormai ceduto.

## L'affresco
Secondo un'iconografia propria dell'arte bizantina, che qui, però si mescola con l'arte paleocristiana e medievale, nel catino dell'abside centrale è raffigurato il Cristo Pantocrator, trionfante e severo, nell'atto di benedire con la mano destra.

## La festa della Madonna
Tutti gli anni, ogni primo maggio, la comunità di Sambuco festeggia la Vergine della Pomice. Sul finire della Messa la statua lignea della Vergine viene portata in processione per le vie della frazione, il "polmone" di Ravello, conosciuto sin dal X secolo e noto per la produzione di legnami e lana destinati ai commerci gestiti dalle nobili famiglie Ravellesi.